# Verbandsgemeinde Kastellaun
La comunità amministrativa di Kastellaun (Verbandsgemeinde Kastellaun) si trova nel circondario del Reno-Hunsrück nella Renania-Palatinato, in Germania.

## Comuni
Fanno parte della comunità amministrativa i seguenti comuni:
| Comune, città               | Sup. (km²) | Abitanti |
| --------------------------- | ---------- | -------- |
| Alterkülz                   | 7,58       | 381      |
| Bell (Hunsrück)             | 23,53      | 1 435    |
| Beltheim                    | 24,85      | 1 971    |
| Braunshorn                  | 6,98       | 636      |
| Buch                        | 13,45      | 828      |
| Dommershausen               | 24,70      | 1 103    |
| Gödenroth                   | 6,82       | 479      |
| Hasselbach                  | 4,79       | 214      |
| Hollnich                    | 2,27       | 301      |
| Kastellaun, città           | 8,47       | 5 557    |
| Korweiler                   | 2,43       | 76       |
| Lahr                        | 3,60       | 163      |
| Mastershausen               | 11,83      | 986      |
| Michelbach                  | 2,39       | 197      |
| Mörsdorf                    | 17,37      | 604      |
| Roth                        | 3,87       | 252      |
| Spesenroth                  | 3,51       | 146      |
| Uhler                       | 5,58       | 346      |
| Zilshausen                  | 6,63       | 284      |
| Verbandsgemeinde Kastellaun | 180,66     | 15 959   |

(Abitanti al 31 dicembre 2021)
I comuni di Lahr, Mörsdorf e Zilshausen fino al 1º luglio 2014 facevano parte del Verbandsgemeinde Treis-Karden.